# غسان برقاوي
غسان برقاوي مواليد 4 يناير 2003 في السعودية، هو لاعب كرة قدم سعودي يلعب كحارس مرمى في نادي العين معار من النادي الأهلي.